# Henry Roth
Pour les articles homonymes, voir Roth.
Œuvres principales
- L'Or de la terre promise
- "À la merci d'un courant violent"

Henry Roth, né le 8 février 1906 à Tysmenitz, en Galicie et décédé le 13 octobre 1995 à Albuquerque au Nouveau-Mexique, est un écrivain américain.

## Biographie
Henry Roth est un romancier américain, de confession juive. Né en Galicie, à l'époque province de l'empire austro-hongrois, il émigre aux États-Unis à l'âge de trois ans avec sa famille. Il passe son enfance au sein de la communauté juive de New York. Publié en 1934, son premier roman L'Or de la terre promise (Call it sleep) passe inaperçu. De plus, comble de malchance, son éditeur fait faillite. Henry Roth laisse alors de côté ses ambitions littéraires. Il épouse, en 1939, Muriel Parker, fille d'un pasteur baptiste et pianiste qui renoncera à sa carrière pour l'accompagner dans l'État du Maine où il exerce plusieurs métiers (garde forestier, infirmier dans un hôpital psychiatrique, aide plombier…).
Le couple avec ses deux enfants, finit par s'établir dans une ferme en 1954 et vit d'un élevage d'oies et de canards ainsi que du salaire d'institutrice de Muriel Parker. Henry Roth sombre dans une dépression chronique.
C'est en 1964, soit trente ans après, que L'Or de la terre promise est réédité et vendu à plus d'un million d'exemplaires. Ce succès inattendu permet à la famille Roth de déménager au Nouveau-Mexique et convainc l'auteur de se remettre à écrire en 1979. En 1994, soixante ans se sont alors écoulés depuis la publication de son premier roman quand À la merci d'un courant violent (At the mercy of a rude stream) paraît en librairie.
L'œuvre romanesque d'Henry Roth est l'histoire de sa propre vie. Elle est marquée par une enfance miséreuse sous l'emprise d'une tradition juive orthodoxe qui l'étouffe et le complexe dans ses rapports avec le monde extérieur. Il vit mal l'héritage culturel et ne parvient pas à l'assumer. Avec le recul de ses 80 ans, l'assurance de ne plus nuire à personne, l'auteur décrit ses rapports tourmentés avec sa famille et révèle une relation incestueuse avec sa sœur. Un éveil dénaturé à la sexualité dont l'écho se propage toute sa vie et dans ses rapports amoureux. Le fil du récit s'émaille de réflexions de l'auteur âgé, des parenthèses où il met en perspective les événements décrits, fait part des interrogations que lui inspire le roman qu'il est en train d'écrire. L'œuvre demeure inachevée lorsqu'il décède le 13 octobre 1995, à Albuquerque ; des six tomes envisagés, quatre ont été publiés. Son épouse est décédée en 1990.

## Œuvres
- L'Or de la terre promise (en) (Call it sleep, 1934)
- À la merci d'un courant violent (Mercy of a Rude Stream, 1994), en quatre tomes : Une étoile brille sur Mount Morris Park (A Star Shines Over Mount Morris Park), Un rocher sur l'Hudson (A Diving Rock on the Hudson), La fin de l'exil (From Bondage) et Requiem pour Harlem (Requiem for Harlem).
- Un Américain, un vrai (An American Type, 2010)